# Воронов, Иван Тимофеевич
Ива́н Тимофе́евич Во́ронов (1898, Костино-Отделец, Тамбовская губерния, Российская империя — ?) — советский архитектор, автор и соавтор ряда архитектурных проектов в Новосибирске. Был одним из ведущих новосибирских архитекторов.

## Биография
Родился в крестьянской семье.
В 1926 году окончил Томский технологический институт (отедение гражданских сооружений), после чего переехал в Новосибирск. Здесь Воронов проектирует несколько архитектурных объектов, в числе самых значительных — дом Сибстройпути на Красном проспекте, 13 (1932—1935), который по мнению современников архитектора был самым протяжённым в городе.
В начале 1930-х годов стал соавтором проектов жилых домов НКВД, возведённых на Серебренниковской улице (1931—1932), и комплекса зданий возле железнодорожного вокзала.
Непродолжительный период работал преподавателем в Сибстрине, после чего занимал руководящие должности в институте «Сибмедпроект».
В 1939 году занял должность доцента в Новосибирском институте военных инженеров транспорта.
Дальнейшая судьба неизвестна.

## Реализованные проекты

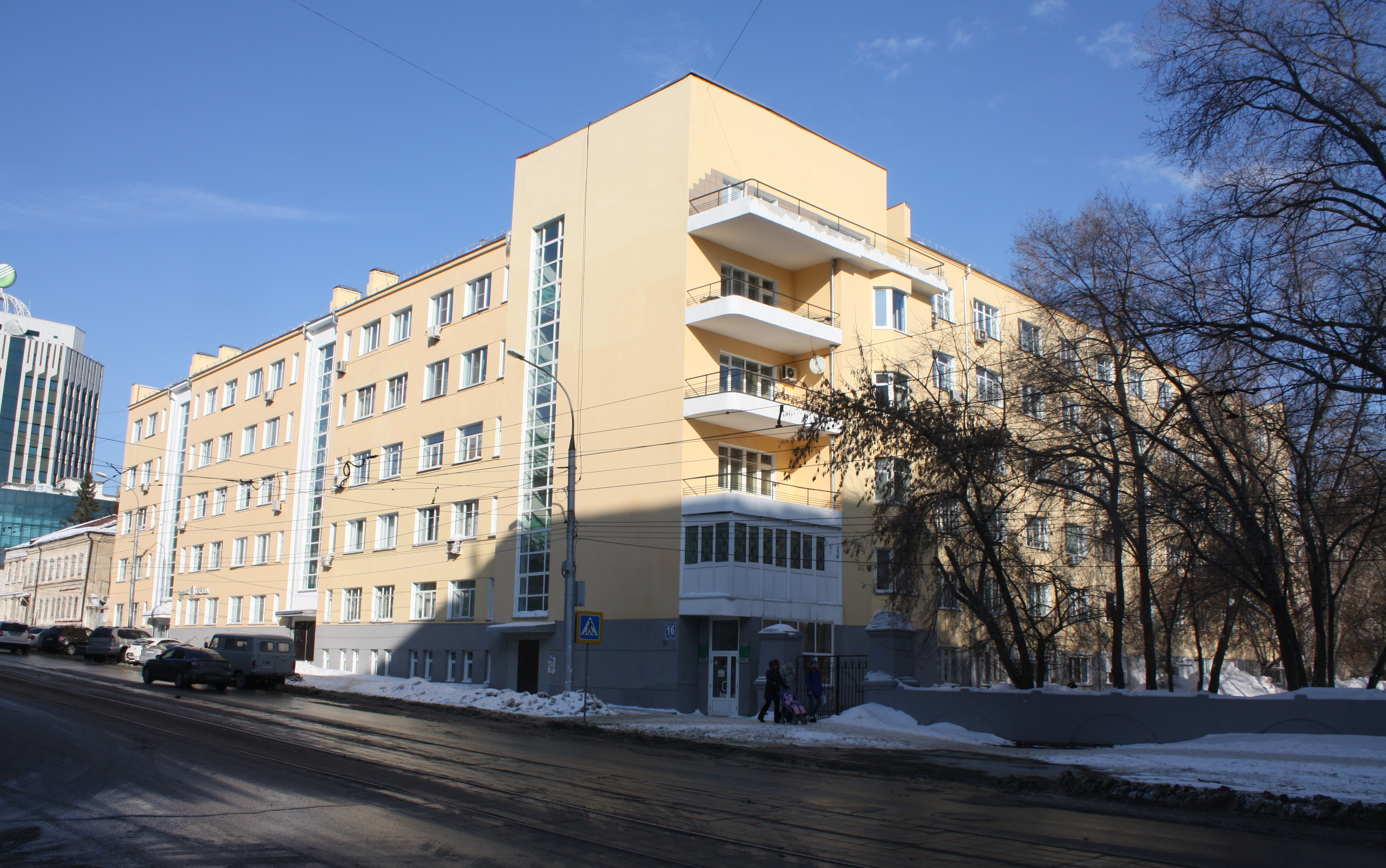
Серебренниковская улица, 16, И. Т. Воронов, Б. А. Гордеев
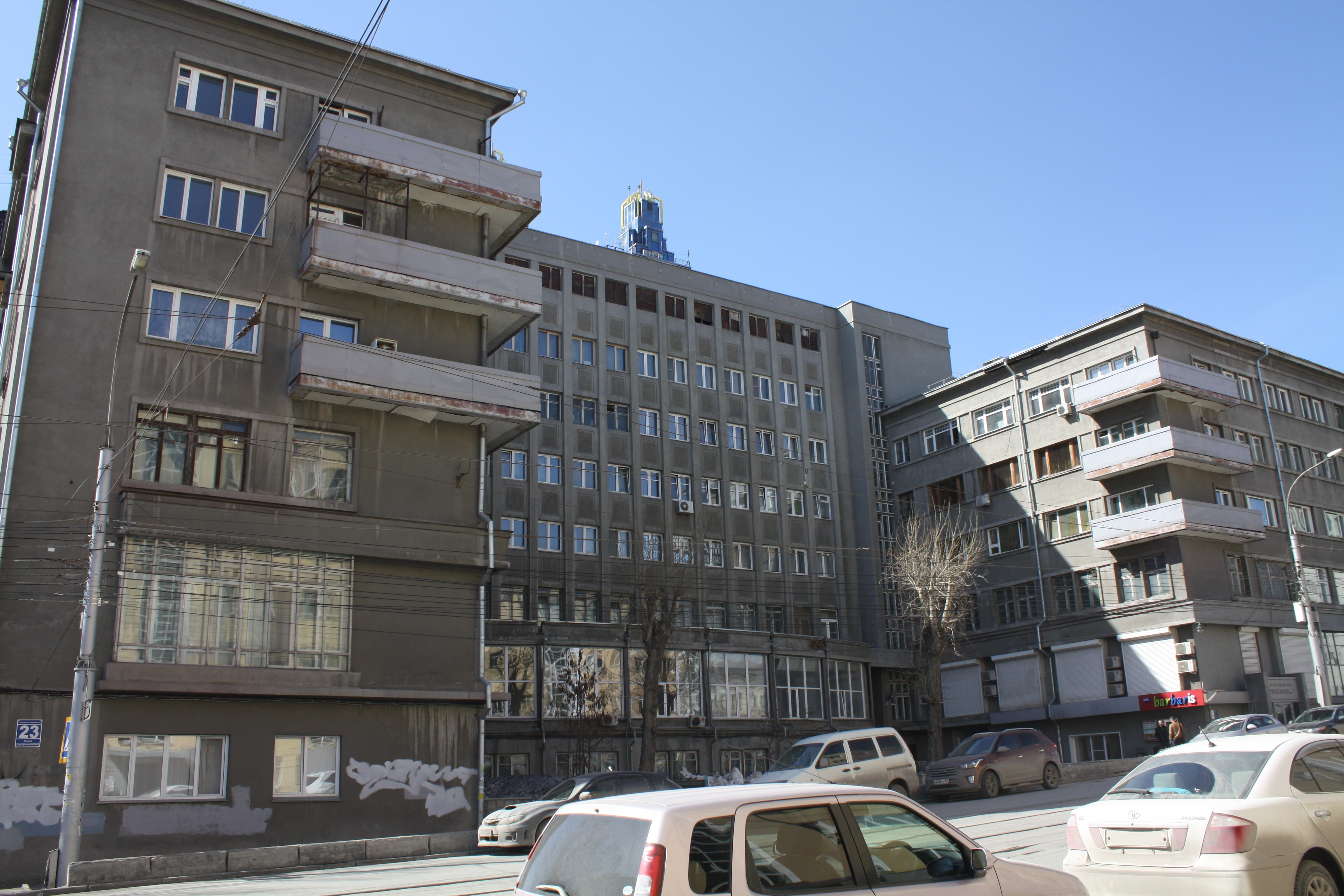
Серебренниковская улица, 23, И. Т. Воронов, Б. А. Гордеев, С. П. Тургенев